# Criminal World
«Criminal World» — песня, написанная Дунканом Брауном, Питером Годвином и Шоном Лайонсом из группы Metro. Она была выпущена на их дебютном альбоме в 1977 году.
Дэвид Боуи записал эту песню в 1982 году для своего альбома Let’s Dance. Стиви Рэй Вон исполняет соло-партию на песне. Эта версия была выпущена на стороне «Б» сингла «Without You» в ноябре 1983 года. Когда эта песня только была выпущена, она была исключена из плей-листа BBC Radio 1 за слишком «откровенную» лирику.